# Descalvado (kommun)
Descalvado är en kommun i Brasilien.   Den ligger i delstaten São Paulo, i den sydöstra delen av landet, 700 km söder om huvudstaden Brasília. Antalet invånare är 31 053.
Följande samhällen finns i Descalvado:
- Descalvado

Omgivningarna runt Descalvado är en mosaik av jordbruksmark och naturlig växtlighet. Runt Descalvado är det ganska glesbefolkat, med 39 invånare per kvadratkilometer.